# Fréterive
Fréterive – miejscowość i gmina we Francji, w regionie Owernia-Rodan-Alpy, w departamencie Sabaudia.
Według danych na rok 1990 gminę zamieszkiwało 429 osób, a gęstość zaludnienia wynosiła 39 osób/km² (wśród 2880 gmin regionu Rodan-Alpy Fréterive plasuje się na 1208. miejscu pod względem liczby ludności, natomiast pod względem powierzchni na miejscu 1049.).